# フラッシュツール
フラッシュツール株式会社（ふらっしゅつーる、FLASH TOOL CO., LTD. ）は東京都大田区に本社をおく、FPCブランドのソケットレンチを専門とした工具を販売する企業。製造元は、大阪府阪南市に本社工場を置くフラッシュ精機株式会社（創業：明治30年）である。

## 沿革
- 1897年　大阪府阪南市にて西川鍛造所創業、農機具製造を始める
- 1960年　西川鉄工株式会社を設立、作業工具の製造を始める
- 1964年　フラッシュ精機株式会社に商号を変更
- 1966年　ソケットレンチ用ソケット日本工業規格認定
- 1970年　ソケットレンチ用ハンドル日本工業規格認定
- 1973年　フラッシュツール株式会社として営業部門設立
- 1979年　摩擦圧接に関する技術表彰を受ける
- 1987年　日本自動車優良部品認定

## 主な商品
ソケットレンチ・ボックスレンチ・インパクトレンチ用ソケット・ボックスレンチ
パラボラソケットは、六角ボルト・ナットの面とソケットを面接触させる実用新案第1831370号を取得している。パラボラの名称の由来は、パラボラアンテナのパラボラからきており、「放物線」を意味する。

## 産業財産権
2011年9月21日現在
- 商標権 (Trademarks)

商標 F P C、登録番号 第2054622号、（権利者）フラツシユ精機株式会社
- 特許権・実用新案権

特開平09-234674　レンチ、特開平08-276371　回転工具用ソケット、特許2929271　レンチ、実登3123165　動力レンチ用ソケット、実登3094876　ターンバックル用レンチ